# Sandringham (Victoria)
Sandringham est un quartier de la banlieue de Melbourne au Victoria, situé à 16 km au sud-est du centre de Melbourne et peuplé de 8 693 habitants. Il est le centre administratif de la Ville de Bayside.

## Sources
- (en) Cet article est partiellement ou en totalité issu de l’article de Wikipédia en anglais intitulé « Sandringham, Victoria » (voir la liste des auteurs).